# 489
489 (CDLXXXIX) je bilo navadno leto, ki se je po julijanskem koledarju začelo na nedeljo.

## Dogodki
- Zahodni Goti vdrejo v Italijo.

## Rojstva
- Šjao Dzišjan, kitajski zgodovinar († 537)